# Euodynerus nipanicus
Euodynerus nipanicus är en stekelart som först beskrevs av Schulthess 1908.  Euodynerus nipanicus ingår i släktet kamgetingar, och familjen Eumenidae.

## Underarter
Arten delas in i följande underarter:
- E. n. flavicornis
- E. n. ryukyuensis
- E. n. tonkinensis
- E. n. subtropicalis
- E. n. bifasciatus